# Nanaj járás
A Nanaj járás (oroszul Нанайский район, nanaj nyelven Хэдзени боа) Oroszország egyik járása a Habarovszki határterületen. Székhelye Troickoje.

## Népesség
- 1989-ben 21 168 lakosa volt.
- 2002-ben 19 377 lakosa volt, akik közül 4 469 Nanajok|nanaj (22,93%), 159 udege, 45 nivh, 27 ulcs, 18 evenk, 17 even, 5 korják, 3 itelmen, 2 csukcs, 2 dolgán, 2 manysi, 2 orocs, 1 negidál.
- 2010-ben 17 494 lakosa volt.